# يون جونغ هي
يون جونغ هي (بالكورية: 윤정희)‏ هي ممثلة كورية جنوبية. ولدت في 1 ديسمبر 1980 في انيانغ في كوريا الجنوبية.

## روابط خارجية
- يون جونغ هي على موقع IMDb (الإنجليزية)
- يون جونغ هي على موقع قاعدة بيانات الفيلم (الإنجليزية)
- يون جونغ هي على موقع ليتربوكسد (الإنجليزية)